# (5746) 1991 CK
(5746) 1991 CK (1991 CK, 1950 QE1, 1950 RY, 1975 RL, 1977 DU9) — астероїд головного поясу.
Тіссеранів параметр щодо Юпітера — 3,535.